# The Operation M.D.
Az Operation M.D. egy kanadai rock együttes, amit Jason McCaslin, (a Sum 41 basszusgitárosa) és Todd Morse (a H2O gitárosa) alapított 2006-ban. Cone a zenekarban Dr. Dynamite-ként ismert, Todd pedig Dr. Rocco-ként. Eddig két albumuk jelent meg, a We Have An Emergency 2007 februárjában az Aquarius Records kiadásában, a második album a Birds + Bee Stings nevet viselte, ezt a már az együttes saját kiadója, a Mouth To Mouth Music jelentette meg 2010-ben.

## Történetük
Cone és Todd a 2001-es Warped Touron ismerkedett meg egymással. Azért alapítottak zenekart, mert szerettek közösen turnézni és zenélni. Az ő ötletük volt az is, hogy orvosi témát válasszanak az együttesüknek, innen ered az együttesbeli becenevük. Cone-on és Toddon kívül azok is kaptak ilyen beceneveket, akik élőben vagy egy zeneszámban működtek közre velük. Az M.D. részt a nevükből utólag adták hozzá, mikor leszerződtek az Aquariussal. A We Have An Emergency című albumukat 2006 nyarán rögzítették, és Kanadában február 20-án adták ki 2007-ben. Az album később Japánban is megjelent 2008-ban. Ehhez az albumhoz két videóklip és készült, az egyik a Sayonara című dalhoz, a másik a Someone Like You-hoz. Mindkét videóklipet Steve Jocz rendezte, a Sum 41 dobosa.
Az új album munkálatai 2008 szeptember 15-én kezdődtek. A felvételeket Cone házában és a Johnny Land Studiosban rögzítették. A munkálatok 2009 áprilisában értek véget, és a keverés és az utómunkálatok 2009 júniusára lettek kész. Az első kislemez az új albumról a Buried At Sea lett, aminek a producere Ian D'Sa, a Billy Talent gitárosa volt. Az album többi részének a producere Cone és Todd volt. A dal 2010. június 10-én jelent meg, 19 nappal a teljes album megjelenése előtt, amit június 29-én adtak ki digitális formában. Később dobozos formában is megjelent.
Habár a zenekar eredetileg nem tervezte a turnézást, 2011 szeptemberében Todd elárulta, hogy már tervezik az első európai turnéjukat, amiben Tom Thacker, (a Gob énekese és a Sum 41 gitárosa) is közre fog működni. Az együttes azt is elárulta, hogy meg fognak jelentetni egy harmadik albumot is, de a felvételek rögzítési ideje még ismeretlen.

## Tagok
Hivatalos tagok
- Jason McCaslin (mint Dr. Dynamite) - ének, basszusgitár, gitár, zongora
- Todd Morse (mint Dr. Rocco) - ének, gitár, zongora

Nem hivatalos tagok
- Steve Jocz, mint Dr. Dinero (Stevo a Sum 41-ból) - dob (élőben és a "Birds + Bee Stings"-ben)
- Adam Blake, mint Dr. London (a H2O-ból) - gitár (élőben)
- Matt Brann, mint Dr. Space (Avril Lavigne volt dobosa és Cone régi barátja) - dob (élőben és a "We Have an Emergency"-ben)
- Jason Womack  mint Dr. Wo (a Juliette and The Licksből) - gitár (élőben)
- Todd Friend, mint Dr. Simpson (a H2O-ból) - dob (élőben)
- John Angus-MacDonald, mint Dr. Trew (a Trews-ból) - vokál és gitár (élőben)
- Ian D'Sa, mint Dr. Sauce (a Billy Talent gitárosa) - gitár és vokál (élőben és a második albumon)
- Deryck Whibley, mint Dr. Jack (a Sum 41 énekese) - gitár, (élőben) és zongora a második albumon